# Jerzy Cieńciała
Jerzy Cieńciała, cz. Jiří Cieńciała (ur. 10 marca 1950 w Wędryni) – czeski inżynier i nauczyciel akademicki narodowości polskiej, były dyrektor generalny Huty Trzynieckiej, rektor Wyższej Szkoły Przedsiębiorczości w Ostrawie, w latach 2013–2014 minister przemysłu i handlu, senator.

## Życiorys
Absolwent polskiego gimnazjum w Czeskim Cieszynie, ukończył następnie studia w Wyższej Szkole Górniczej w Ostrawie (1974). W 1984 uzyskał stopień kandydata nauk, został nauczycielem akademickim na macierzystej uczelni. Przed przemianami politycznymi należał do Komunistycznej Partii Czechosłowacji, był pracownikiem regionalnego komitetu komunistycznej organizacji młodzieżowej SSM.
Przez ponad 30 lat zawodowo związany z Hutą Trzyniecką. Doszedł do stanowiska dyrektora generalnego tego przedsiębiorstwa, które zajmował w latach 1997–2011. W 2012 powołany w skład rady nadzorczej. W latach 2000–2013 przewodniczył radzie nadzorczej firmy Hutnictví železa, a od 2000 do 2008 radzie nadzorczej koncernu energetycznego Moravia Energo. W 2012 objął funkcję rektora Wyższej Szkoły Przedsiębiorczości w Ostrawie. Zaangażowany w działalność polonijną, został członkiem Polskiego Związku Kulturalno-Oświatowego w Republice Czeskiej i prezesem zarządu Czesko-Polskiej Izby Handlowej.
W lipcu 2013 stanął na czele resortu przemysłu i handlu w technicznym rządzie, którym kierował Jiří Rusnok. Urząd ministra sprawował do stycznia 2014. W październiku 2016 został wybrany w skład Senatu z ramienia ruchu Obywatele Razem – Niezależni (zwyciężył w II turze). Nie wystartował w kolejnych wyborach z 2022.